# Koiluoto
Koiluoto ( cirílico. em russo:  Койлуото  </link> ) é uma ilha na Baía de Virolahti, no Golfo da Finlândia . É dividido pela fronteira entre a Rússia e a Finlândia  desde a guerra de inverno. 
São cerca 200 metros de comprimento e 110 metros de largura.
Em ambos os lados, a ilha faz parte da zona fronteiriça e está fora do alcance do público em geral.